# ジョンニョン: スター誕生
ジョンニョン: スター誕生（朝: 정년이、英: Jeongnyeon: The Star Is Born）は、韓国のtvNにて2024年10月12日から11月17日まで放送されたテレビドラマ（時代劇）。
韓国での放送と連動してDisney+でも配信された。朝鮮戦争後の韓国を舞台に港町から国劇に憧れて、上京する18歳の少女が国劇の主役に昇り詰めていくヒューマンストーリー。

## あらすじ
1931年の京城。雪の中、娘を連れたパンソリの旅役者コン・ソンブ（イ・ドクファ）は、娘ゴンソンを歌の名人であるイム・ジン（カン・ジウン）に預けた。ゴンソンは勉強よりも歌が好きと歌手を夢見ていた。
時は流れて、1956年の港町・木浦。母や姉と貧しく、魚を市場で売る日々を送っていた18歳の少女ユン・ジョンニョン（キム・テリ）は、天性の歌声を持ち、彼女の夢は金持ちになること。ジョンニョンは母のヨンレ（ムン・ソリ）から歌うことを禁じられていた。金を巻き上げるチンピラに絡まれそうになったが、騒ぎを落ち着かせるためにジョンニョンは持ち前の歌声を披露する。近くを通っていたソウルの国劇スタームン・オッキョン（チョン・ウンチェ）の目に止まる。オッキョンは魚の購入と引き換えにジョンニョンの歌を聴きたいと言う。ジョンニョンは魚を全て完売させたが、帰り道にオッキョンと偶然出会う。オッキョンはジョンニョンに国劇の木浦公演の観劇券を手渡して、その場を去った。姉ジョンジャ（オ・ギョンファ）の話でジョンニョンはその後、オッキョンが国劇スターであったことを知る。そんなジョンニョンはジョンジャと国劇場へ向かい、鑑賞することに。鑑賞したジョンニョンは国劇の迫力に感動し、国劇主役を志すことになる。
ジョンニョンは翌朝、梅蘭国劇団の投宿する旅館へ向かい、オッキョンと出会う。オッキョンから劇団員として活躍できる才能があると伝えられ、ジョンニョンは劇団に入ることを夢見る。家に帰ったジョンニョンはヨンレに観劇したことを知られ、それでも国劇俳優を夢見るジョンニョンを咎めるために物置に監禁した。国劇のオーディションの日になり、オッキョンは「今夜木浦を発つ」とジョンジャに伝言。ジョンジャは密かに物置に監禁されたジョンニョンを救い出し、ジョンニョンはオッキョンと共にソウルへ向かった。

## 登場人物

### 主要人物
ユン・ジョンニョン
演 - キム・テリ
梅蘭（メラン）国劇団研究生。天才的な歌声も持つ18歳の少女。オッキョンに劇団員としての才能を見込まれ、国劇俳優を目指す。母の反対を押し切り、梅蘭国劇の劇団員になるため、ソウルへ上京する。上京後、踊りの能力も長けるようになる。
ホ・ヨンソ
演 - シン・イェウン
梅蘭（メラン）国劇団研究生。ジョンニョンのライバル。父は医者、母は天才的ソプラノ歌手という裕福な家庭で生まれ育った。鍛錬の末に歌と踊りの才能を認められるようになる。
カン・ソボク
演 - ラ・ミラン
梅蘭（メラン）国劇団団長。一代でソウルで著名な国劇団に育て上げた。団員たちに厳しく指導するが、時には団員に愛を持って接する。
ムン・オッキョン
演 - チョン・ウンチェ
梅蘭（メラン）国劇団の男役スター。女も虜にする国劇の王子として人気の的となっている。国劇に入団する前はアヘン中毒に悩まされていた。ジョンニョンの才能を最初に見込んだ。
ソ・ヘラン
演 - キム・ユネ
梅蘭（メラン）国劇団の娘役スター。オッキョンと共に看板俳優として、優雅で踊りを見せる姫を演じている。

### 梅蘭（メラン）国劇団の人物
ホン・ジュラン
演 - ウ・ダビ
梅蘭（メラン）国劇団研究生。ジョンニョンの唯一の親友。劇団に内緒でカフェのバイトをしている。
パク・チョロク
演 - スンヒ
梅蘭（メラン）国劇団研究生。同期のジョンニョンとジュランを虐める。
ソ・ボクシル
演 - チョン・ラエル
梅蘭（メラン）国劇団研究生。ヨンホンやチョロクと行動を共にする。
チン・ヨンホン
演 - チョ・アヨン
梅蘭（メラン）国劇団研究生。ボクシルやチョロクと行動を共にする。

### ジョンニョンの家族
ソ・ヨンレ
演 - ムン・ソリ（特別出演）
ジョンニョンの母。ジョンニョンが歌うことに反対していたのは、過去に歌を諦めた過去を持っていたからであった。

## スタッフ
- 演出：チョン・ジイン（朝鮮語版）
- 原作：ウェブトゥーン漫画『ジョンニョン（英語版）』ソ・イレ著、ナモン画
- 脚本：チェ・ヒョビ（朝鮮語版）
- 音楽：チャン・ヨンギュ
- 編集：クォン・ミギョン、キム・サンヒ、ピョ・ジョンロク、チャン・ギョンイク、ユ・サンウォン

## 放送日程
| 2024年 | 2024年   | 2024年     | 2024年     |
| Ep     | 放送日   | 韓国視聴率 | 韓国視聴率 |
| Ep     | 放送日   | 全国       | 首都圏     |
| ------ | -------- | ---------- | ---------- |
| 第1話  | 10月12日 | 4.8%       | 5.7%       |
| 第2話  | 10月13日 | 8.2%       | 8.9%       |
| 第3話  | 10月19日 | 9.2%       | 8.9%       |
| 第4話  | 10月20日 | 12.7%      | 13.6%      |
| 第5話  | 10月26日 | 10.2%      | 10.2%      |
| 第6話  | 10月27日 | 13.4%      | 13.7%      |
| 第7話  | 11月2日  | 10.1%      | 10.3%      |
| 第8話  | 11月3日  | 12.8%      | 12.9%      |
| 第9話  | 11月9日  | 12.0%      | 12.7%      |
| 第10話 | 11月10日 | 14.1%      | 14.3%      |
| 第11話 | 11月16日 | 12.8%      | 13.5%      |
| 第12話 | 11月17日 | 16.5%      | 17.1%      |